# Kunimicu Sekiguči
Kunimicu Sekiguči (* 16. prosinec 1985) je japonský fotbalista.

## Klubová kariéra
Hrával za Vegalta Sendai, Urawa Reds, Cerezo Osaka.

## Reprezentační kariéra
Kunimicu Sekiguči odehrál za japonský národní tým v letech 2010-2011 celkem 3 reprezentační utkání.

## Statistiky
| Japonsko | Japonsko | Japonsko |
| Roky     | Záp.     | Góly     |
| -------- | -------- | -------- |
| 2010     | 1        | 0        |
| 2011     | 2        | 0        |
| Celkem   | 3        | 0        |